# Leo Esaki
Leo Esaki (japonsky 江崎 玲於奈 [Esaki Reona]; * 12. března 1925 Ósaka, Japonsko) je japonský experimentální fyzik a elektronik, proslulý zejména studiem tunelového jevu u elektronů v pevných látkách, zejména polovodičích. Tyto práce vedly ke konstrukci Esakiho (tunelových) diod.
Za svůj objev získal Nobelovu cena za fyziku za rok 1973, spolu s americkým fyzikem norského původu Ivarem Giaeverem a anglickým fyzikem Brianem Josephsonem.
Práce experimentátorů Esakiho a Giavera i teoretika Josephsona jsou významné mimo jiné tím, že demonstrují existenci typického jevu kvantové mechaniky (tunelový jev) na zcela makroskopické úrovni. Je tak korigován nesprávný avšak častý názor, že kvantová mechanika se týká výlučně jevů na mikroskopické úrovni.
Esaki prováděl svůj výzkum tunelového jevu během zaměstnání v japonské firmě Tókjó Cúšin Kógjó kabušikigaiša (nyní známá jako Sony) okolo roku 1958. Poté pracoval v šedesátých letech v USA u firmy IBM, kde vytvořil významné práce v oblasti polovodičových supermřížek. V pozdějších letech, po získání Nobelovy ceny, působil Leo Esaki v Japonsku jako prezident několika univerzit, např. univerzity v japonském vědeckém městečku Cukuba).